# ロックフォール (ランド県)
ロックフォール （Roquefort、ガスコーニュ語:Ròcahòrt）は、フランス、ヌーヴェル＝アキテーヌ地域圏、ランド県のコミューン。2012年のランキングにより、花のまちコンクールのフランス評議会はロックフォールに一つ花を授与している。

## 地理
高速道132号線と134号線が通り、A65への乗り入れも可能である。
ロックフォールはペイ・ド・マルサン地方に属し、アルブレ地方とアルマニャック地方に接する。
ドゥーズ川右岸の支流であるエスタンポン川が、ロックフォールにて合流する。

## 歴史

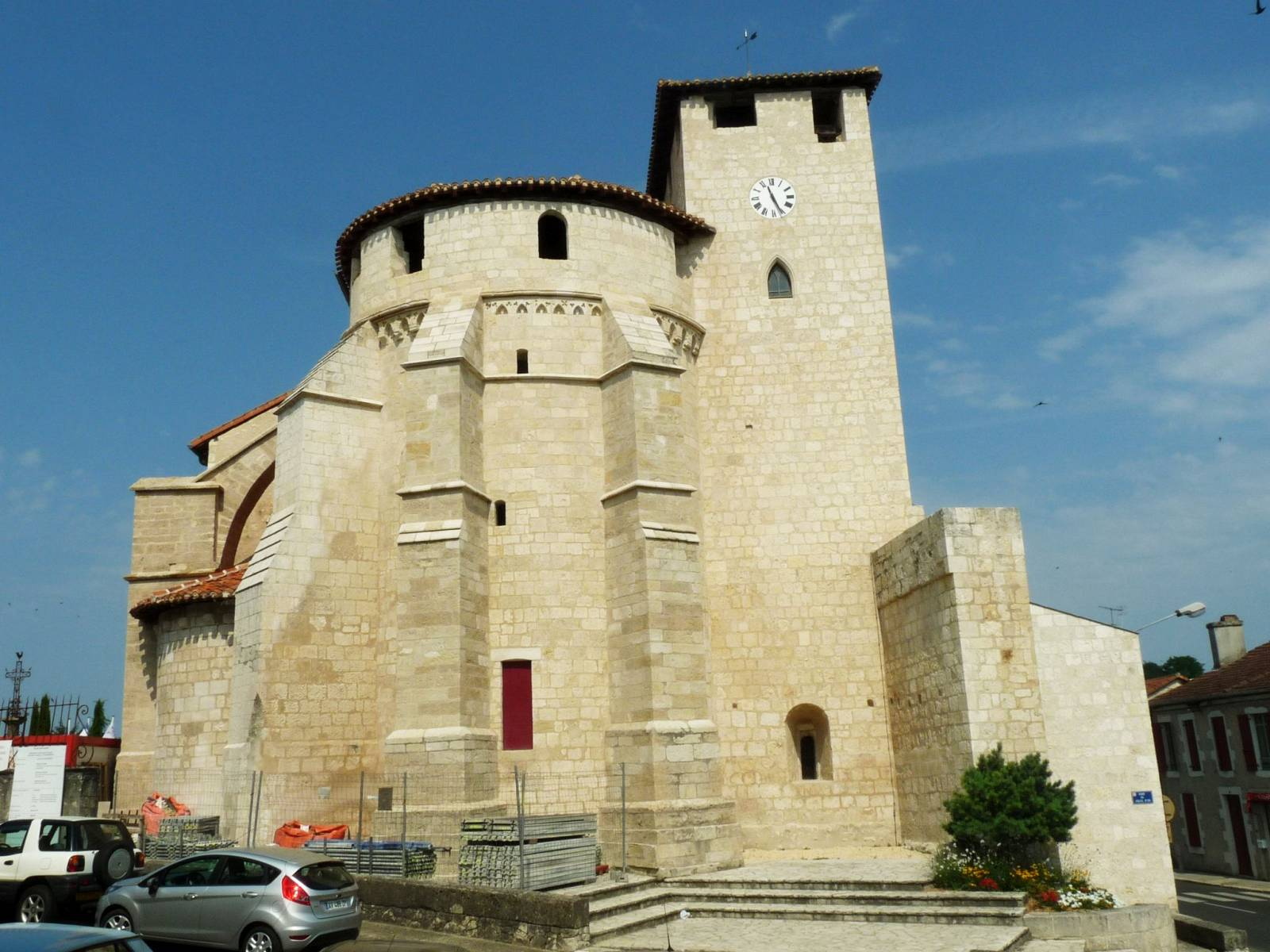
ノートルダム教会

ロックフォールは、10世紀に、エスタンポン川とドゥーズ川の合流地点を見下ろす位置にペネカデ要塞を建設したマルサン子爵領に含まれる。12世紀以降、ロックフォールのまちは壁を周囲に築いて自衛するようになり、城の周りにはカステルノーを築いた。12世紀半ばになると、城は古くなって住むには不便となり、住居の交換を領主と契約した。強力なサン・ソヴール修道院の後押しを受けるベネディクト会派の修道士たちがロックフォールに定住して小修道院を建てた。彼らは古い城壁を利用してロマネスク様式のノートルダム教会を建てた。
1357年、フォワ伯およびマルサン子爵であったガストン3世・ド・フォワ＝ベアルン（fr）は、ロックフォールにバスティッドを築いた。やがてこの地はレモヴィセンシスの道（fr）をやってくるサンティアゴ・デ・コンポステーラの巡礼路の巡礼者たちと重要なつながりを持つようになった。アントニヌス会もまちの中に創設され、川を横断したり、当時のプティット・ランド地方を旅しようとする巡礼者たちを助けた。
1295年まで、まちはフランス王フィリップ4世の所有であった。1526年にはフランソワ1世が、1660年にはルイ14世が、1808年にはナポレオン・ボナパルトがまちを訪れている。

## 人口統計
| 1962年 | 1968年 | 1975年 | 1982年 | 1990年 | 1999年 | 2007年 |
| ------ | ------ | ------ | ------ | ------ | ------ | ------ |
| 2109   | 2170   | 2112   | 1828   | 1821   | 1897   | 1912   |

参照元:Insee 

## 経済
1980年代に製紙工場が閉鎖され、地域経済は深刻な打撃を受けた。中小企業が活発なネットワークを持っている。